# Flach (1866)

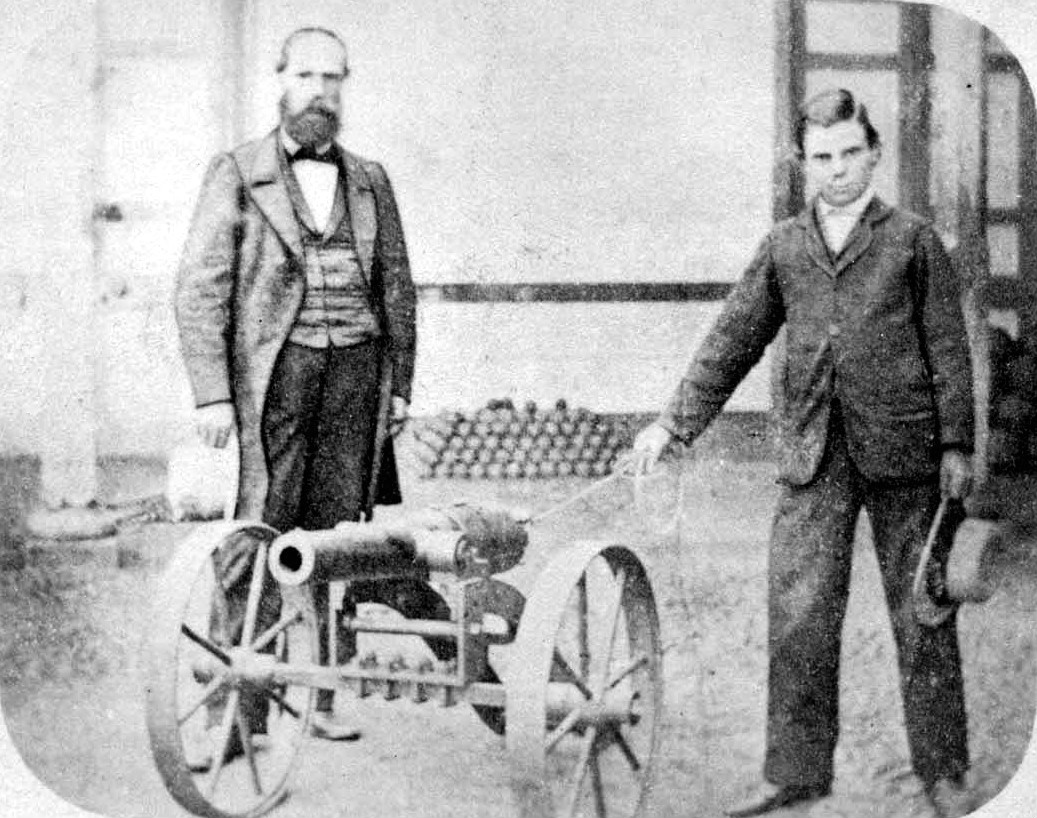
Karl Flach z synem

Flach – pierwszy okręt podwodny zbudowany w Chile. Okręt został zaprojektowany przez niemieckiego inżyniera Karla Flacha na zamówienie rządu chilijskiego w 1866 roku.
W momencie jego budowy był to piąty okręt podwodny na świecie. Wraz z innym okrętem podwodnym zaprojektowanym przez Gustavo Heyermanna (który zatonął w czasie pierwszego rejsu), „Flach” miał bronić portu Valparaiso przed hiszpańskim atakiem.
3 maja 1866 roku, po kilku dniach udanych testów, sam projektant Karl Flach wraz z synem i dziewięcioosobową załogą udał się na następny test zanurzania okrętu. W czasie testu z nieznanych powodów okręt zatonął i osiadł na dnie na głębokości 50 m.
Dwa dni później „Flach” został odnaleziony przez angielską fregatę HMS „Leander”, ale ponieważ dziób okrętu był wbity głęboko w piaszczyste dno, nie próbowano nawet podnosić okrętu. Okręt został ponownie odnaleziony, tym razem przez chilijskich nurków, w 2007 roku.